# Мерл попелястий
Мерл попелястий (Lamprotornis unicolor) — вид горобцеподібних птахів родини шпакових (Sturnidae). Ендемік Танзанії.

## Опис

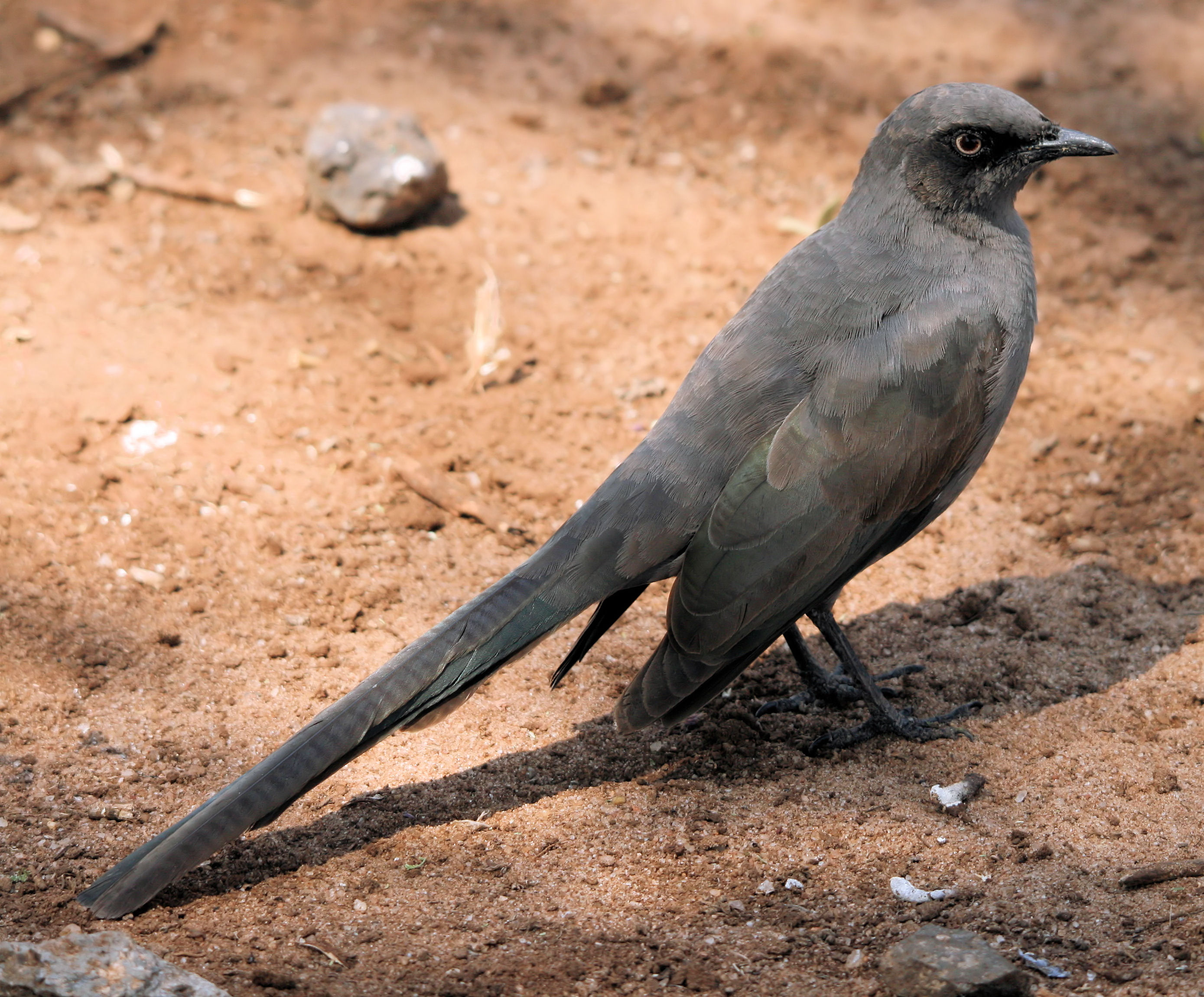
Попелястий мерл

Довжина птаха становить 30 см. Забарвлення повністю сіре, під час сезону розмноження крила, хвіст і спина набувають темно-оливкового відблиску. Очі бліді, світло-жовті з темно-бордовими кільцями, дзьоб і лапи сірі. Молоді птахи мають більш бліде забарвлення, очі у них більш темні, а хвіст короткий.

## Поширення і екологія
Попелясті мерли мешкають в центральній Танзанії, бродячі птахи також спостерігалися на крайньому півдні Кенії. Вони живуть в акацієвих рідколіссях і саванах. Зустрічаються на висоті від 1000 до 1850 м над рівнем моря.